# بال (یگان نظامی)

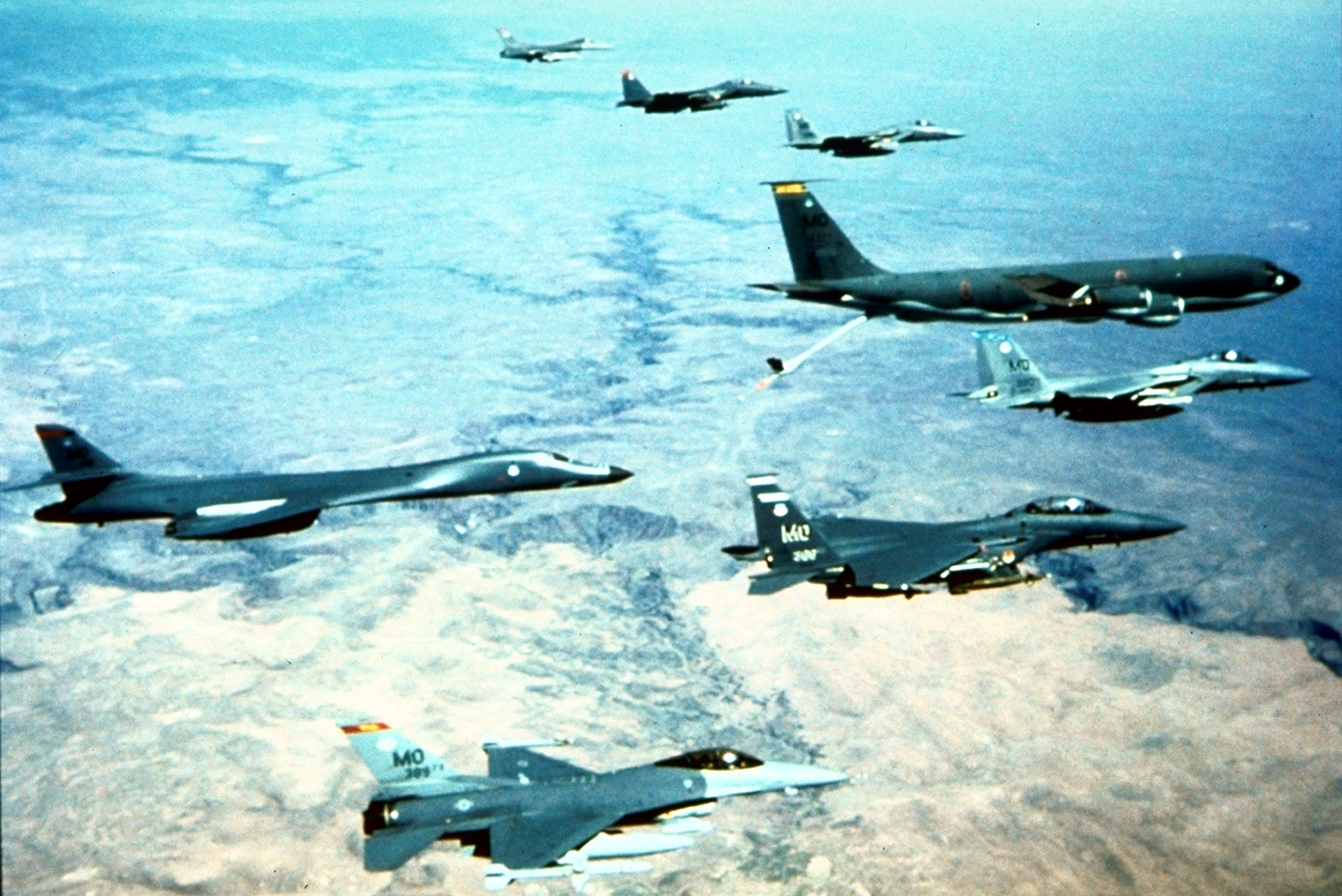
نمایی از یک‌دسته بال هوایی، ترکیب‌شده از چندین جنگندهٔ پایگاه نیروی هوایی کوهستان، آیداهو، ایالات متحده آمریکا - ۱۹۹۸

بال یا جناح (به انگلیسی: Wing) در هوانوردی نظامی، یک واحد فرماندهی است. در بیشتر خدمات هوانوردی نظامی، یک بال به شکل نسبتاً بزرگی از هواپیماها گفته می‌شود. در کشورهای مشترک‌المنافع یک بال یا جناح معمولاً شامل سه گردان هوایی «اسکادران» است که چندین بال یک گروه را تشکیل می‌دهند (حدود ۱۰ گردان هوایی). هر اسکادران شامل حدود ۱۲ تا ۲۴ هواپیماست.